# Sam Willoughby
Sam Willoughby (Adelaida, 15 d'agost de 1991) és un ciclista australià especialitzat en BMX.
Va guanyar la medalla de plata als Jocs Olímpics de 2012 per darrere de Māris Štrombergs. També ha guanyat tres campionats del món.

## Palmarès
- 2008
  -  Campió del món júnior en BMX
- 2009
  -  Campió del món júnior en BMX
  - 1r a la Copa del món de BMX
- 2012
  -  Medalla de plata als Jocs Olímpics de Londres en BMX
  -  Campió del món en BMX
  - 1r a la Copa del món de BMX
- 2014
  -  Campió del món en BMX
  -  Campió del món en BMX - Contrarellotge